# تربة قلوية

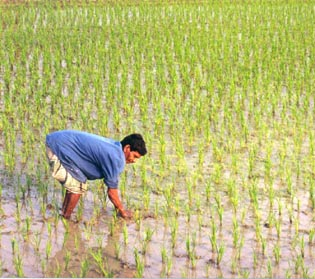

التربة القلوية (بالإنجليزية: Alkali soil)‏، هي التربة التي تكون ذات درجة عالية من القلوية ويكون الرقم الهيدروجيني 8.5 أو أعلى، أو التي تحتوي على نسبة عالية من الصوديوم القابل للتبادل بنسبة 15٪ أو أكثر من القدرة على تبادل، أو كليهما. وهي تحتوي على ما يكفي من القلويات «الصوديوم» لتؤثر سلباً في نمو معظم نباتات المحاصيل. بمعنى يزداد فيها نسبة الصوديوم على حبيبات التربة عن نسبة المعلومة. وهذا يُسبب تفريق حبيبات التربة عن بعضها كما يؤدى إلى سوء الصرف وتصبح الأرض غدقة كما تؤثر نسبة الصوديوم على امتصاص النبات للمغذيات ومن مظاهر الأرض القلوية نمو نبات السعد والغاب بكثرة وتجمع الميا وتراكمها على السطح.